# Écoulement hélicoïdal

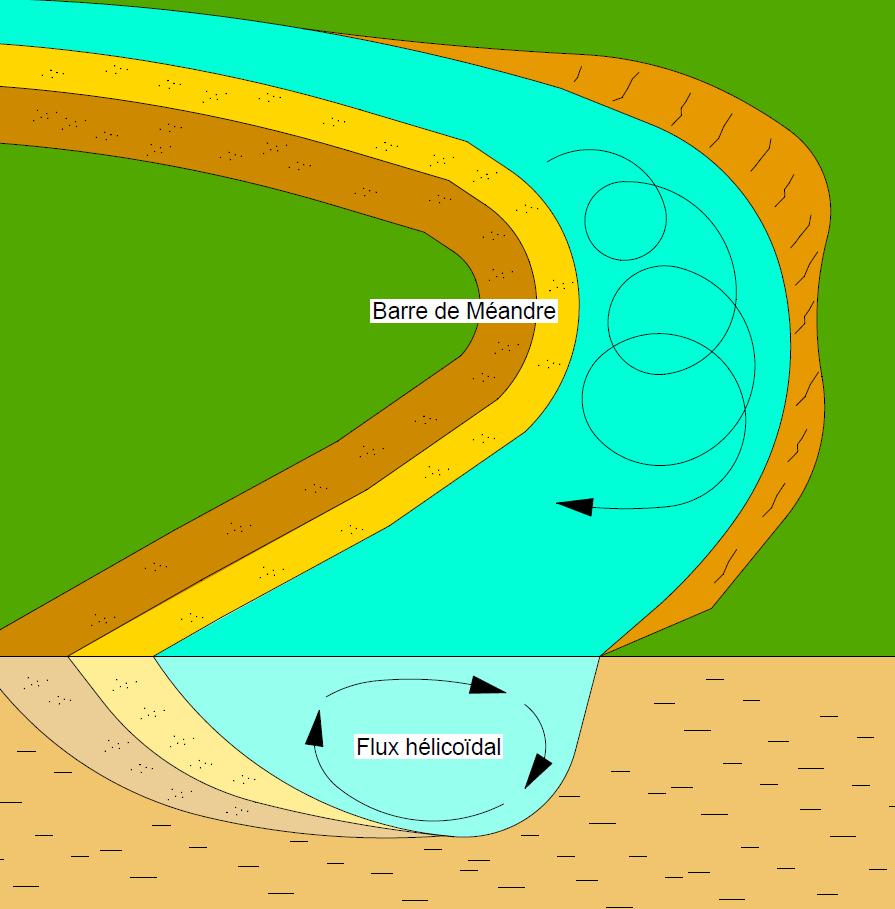
Écoulement hélicoïdal dans un méandre de rivière.

Un écoulement hélicoïdal est un écoulement de l'eau en forme d'hélice ou de spirale souvent présent dans les méandres. C'est un exemple d'écoulement secondaire.
L'apparition d'un écoulement hélicoïdal dans un méandre est un facteur contribuant à la formation de la berge convexe par des dépôts et de l'incision de la berge concave par érosion. Le mouvement hélicoïdal de la circulation le long du méandre balaie les sédiments arrachés à la berge extérieure sur le sol vers la berge intérieure du méandre, formant une barre de méandre.